# (43) Ariane
Pour les articles homonymes, voir Ariane et Ariadne (homonymie).
Ne doit pas être confondu avec (1225) Ariane.
(43) Ariane (désignation internationale (43) Ariadne), ou parfois (43) Ariadne (voir section Nom ci-dessous), est un astéroïde de la ceinture principale qui a été découvert par Norman Robert Pogson le 15 avril 1857.

## Nom
La désignation internationale de l'astéroïde est (43) Ariadne, d'après le nom latin d'Ariane de la mythologie grecque. En français, ce nom devient Ariane. Cependant, pour le distinguer de l'astéroïde (1225) Ariane découvert ultérieurement et nommé internationalement ainsi, la forme ancienne Ariadne est parfois aussi utilisée en français pour désigner le présent astéroïde.